# Démographie de Madagascar
La démographie de Madagascar est l'ensemble des données et études concernant la population de Madagascar à toutes les époques. Ces données sont notamment calculées par l'Institut national de la statistique (Instat).
En 2016, la population de Madagascar est estimée à 24 430 325 habitants.

## Évolution de la population

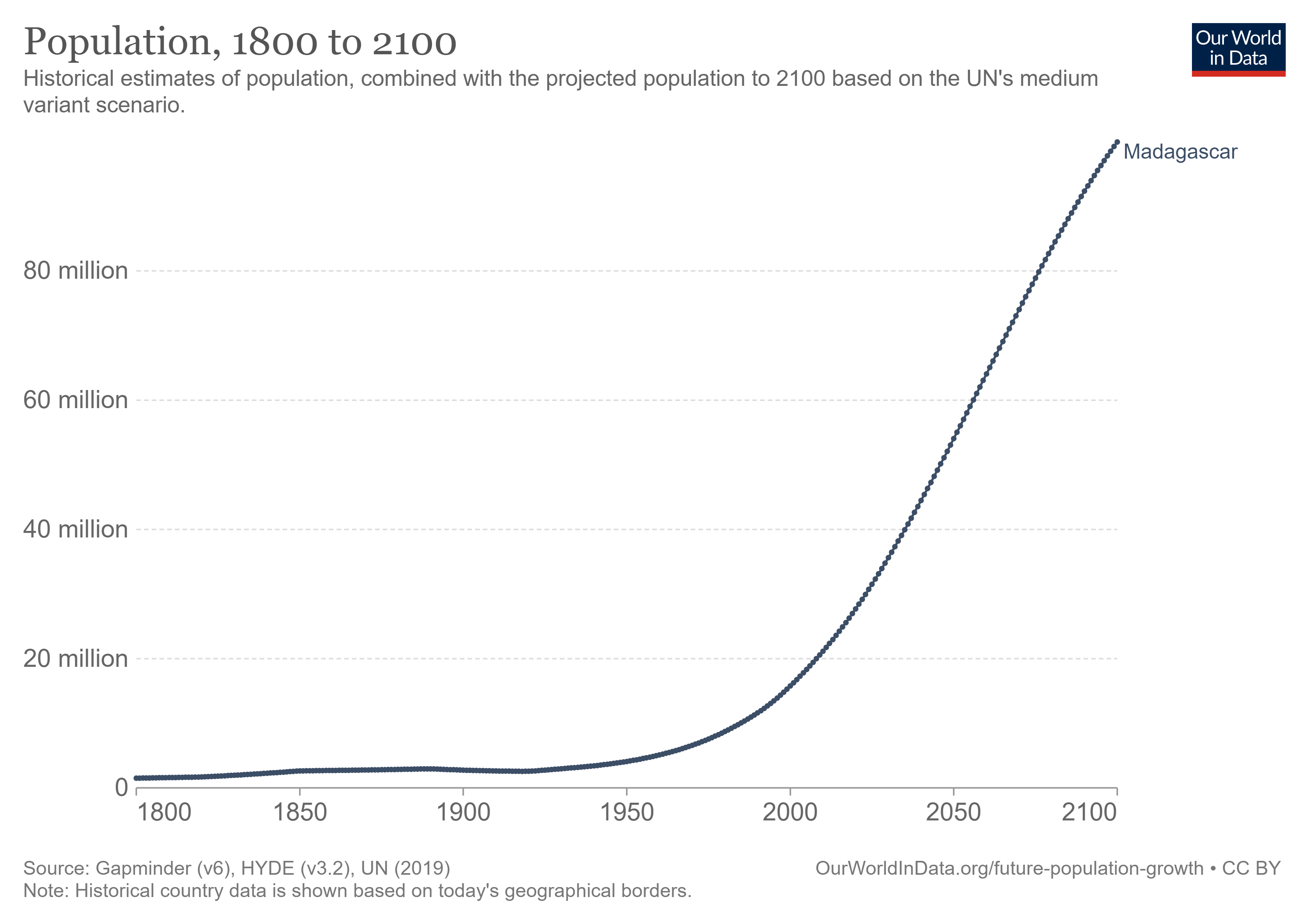
Évolution démographique

Ces dernières années, la population a augmenté de presque 3 % par an.

## Migration et composition culturelle

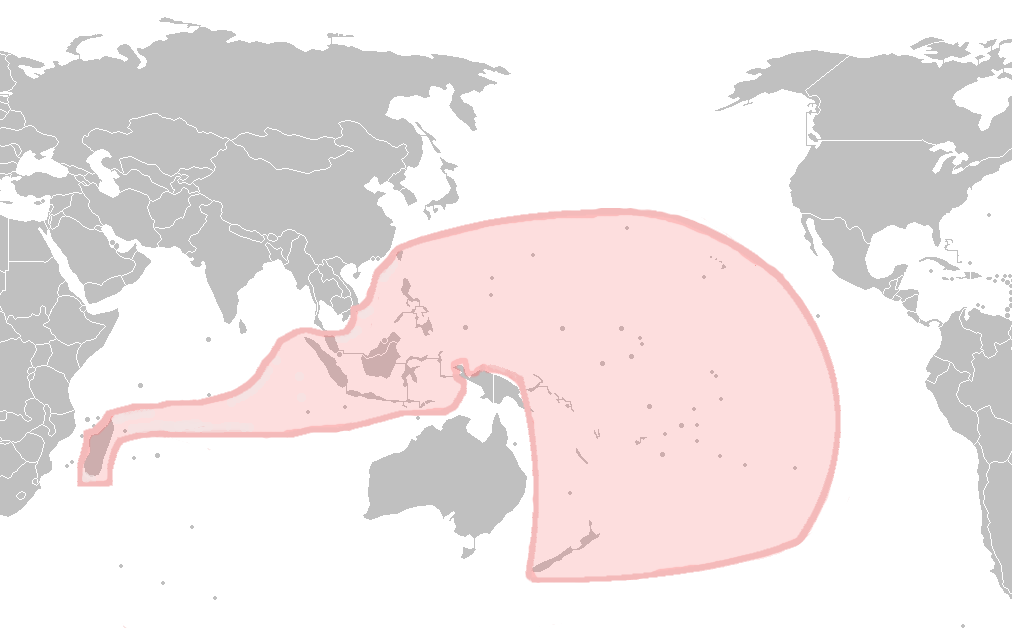
Carte de l'expansion des langues austronésiennes.

La population malgache est principalement d'origine austronésienne et est-africaine.
Les travaux récents laissent à penser que l'île est restée inhabitée jusqu'au débarquement de populations austronésiennes, dans les premiers siècles de notre ère.
Selon une étude de 2012, le scénario le plus probable fait remonter son peuplement à l'établissement il y a quelque 1 200 ans d'un groupe très restreint, comptant une trentaine de femmes, la plupart (environ 93 %) d'origine indonésienne.

### Composition ethnique

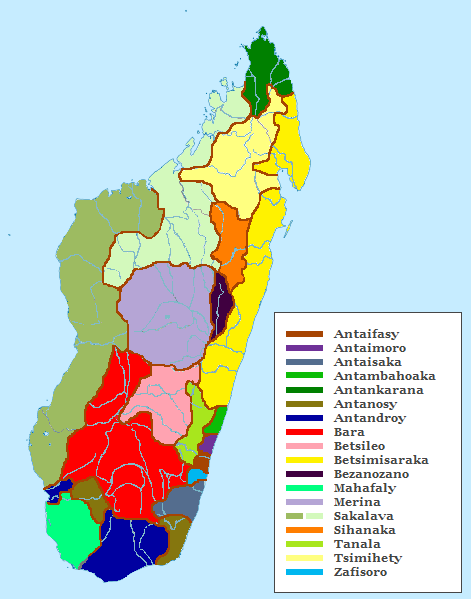
Répartition géographique des groupes ethniques de Madagascar

La population malgache est communément subdivisée en dix-huit groupes culturels ou razambe (« grandes races »), issues des migrations africaines, arabes et asiatiques, bien que le nombre d'ethnie dépasse les deux cents. Cette répartition proviendrait surtout de l'administration coloniale française que les malgaches auraient intégré. On distingue ainsi :
Les razambe  côtiers
- Au nord
  - Antakarana (« Ceux du pays des roches »)
  - Betsimisaraka (« Ceux qui ne se laissent pas se séparer »), et aussi sur la façade est, estimée à plus de 1,6 million d'individus[16]
  - Tsimihety (« Ceux qui ne se laissent pas se soumettre »), estimée avec environ 750 000 individus[16]

- À l’est
  - Antambahoaka (« ceux aimés du peuple », descendants de Rabevahoaka)
  - Antaimoro (« Ceux de la côte »)
  - Antaifasy (« Ceux qui vivent avec le tabou »), estimé à environ 30 000 individus[16]
  - Antaisaka (« Ceux de la terre de sakalava »), estimé à 700 000 individus[16]
  - Bezanozano (« Ceux qui portent des nattes »)
  - Tanala (« Ceux des forêts »)

- Au sud
  - Antanosy (« Ceux de l'île »)
  - Antandroy (« Ceux du pays des épineux »)
  - Mahafaly (« Les heureux »)

- À l’ouest
  - Sakalava (« Ceux de la Longue Vallée »), estimé à un peu plus de 550 000 individus[16]
  - Vezo (pêcheurs)

Les razambe des hauts plateaux
- Merina (« Ceux des hautes terres »), le groupe majoritaire estimé à plus de 3 millions d'individus[16]
- Bara (« Ceux de l'intérieur »)
- Betsileo  (« Les nombreux qui ne cèdent pas » ou invincibles), estimé à 1,3 million d'individus[16]
- Sihanaka (« Ceux qui errent dans les marais »)

On peut aussi considérer les Antalotes ou Antalaotsy (« Gens de la mer ») qui se décomposent en Kajemby et en Marambitsy, comme un groupe particulier.

### Minorités
- les Karanes, Indo-pakistanais qui se subdivisent en :
  - Khoja
  - Bhora
  - Ismaéliens
  - Banians
  - Gounbar (sunnites)
- les Comoriens
- les Chinois dits Sinoas
- les populations d'origine Européenne dits Vazahas (« Étrangers », 50 000 individus), composés essentiellement d'hommes d'affaires ou de coopérants d'origine européenne, notamment Français (dont nombreux Réunionnais). On distingue cependant ceux nés à Madagascar de parents étrangers blancs, ils sont appelés zanatany[17], c'est-à-dire « enfants de la terre ».

## Émigration
La diaspora malgache est importante, et dynamique en France. Une étude sur la diaspora en France a été réalisée en 2016 par le ministère malgache des Affaires étrangères, avec le soutien de l’Organisation Internationale pour les Migrations (OIM) et du ministère français des Affaires étrangères et du Développement international français (MAEDI) à travers l'ambassade de France à Madagascar. Elle révèle que les malgaches seraient entre 100 000 et 140 000 individus, principalement situés en Île-de-France, et majoritairement féminins.
Selon l'enquête récente "La Diaspora malgasy en France et dans le monde, une communauté invisible ?" (2017), les Malgaches vivant en France seraient au nombre de 140 000.

## Santé

### HIV/Sida[20]
- Fréquence chez les adultes : 0,3 % (est. 2017)
- Personnes vivant avec le virus : 35 000 (est. 2017)
- Décès : 1 600 (est. 2017)